# 6089 Izumi
A 6089 Izumi (ideiglenes jelöléssel 1989 AF1) a Naprendszer kisbolygóövében található aszteroida. Masahiro Koishikawa fedezte fel 1989. január 5-én.